# Sovka bělolící
Sovka bělolící (Ninox albifacies, syn. Sceloglaux albifacies; maorsky whēkau) je vyhynulý druh sovy z čeledi puštíkovití (Strigidae). Žila na Severním i Jižním ostrově Nového Zélandu, byť záznamy a exempláře ze Severního ostrova jsou z dob evropské kolonizace sporé. Šlo o středně velkou sovu s kulatou hlavou „bez oušek“, obličejový disk nemusel být navzdory druhovému jménu pouze bělavý, případně našedlý, ale i rezavohnědý. Obecná barva opeření byla žlutohnědá, s tmavě hnědými proužky.
Přirozené prostředí sovky bělolící představovaly skalnaté vápencové oblasti a přidružená otevřená stanoviště, stejně jako okraje lesů, křovinatá území i zcela zalesněné biotopy. Tato největší sova Nového Zélandu lovila – ač sama byla schopným letcem – především pozemní živočichy, přičemž šlo o potravního oportunistu. Za hřadoviště a hnízdiště těmto ptákům sloužily pukliny ve skalních výchozech. Slavným se stalo především jejich volání, rozmanitě a květnatě vylíčené v mnohých dobových popisech, někdy připodobňované ke smíchu.
Vyhynutí sovky bělolící není zcela objasněné, byť za hlavní příčinu se pokládá lov ze strany zavlečených savčích predátorů. Značně vzácnou se stala okolo 80. let 19. století, poslední potvrzené pozorování spadá do roku 1914, byť nepotvrzené zprávy a zvěsti o přežívání ptáka sahají až do 70. let 20. století. Navzdory tomu, že sovky dlouhodobě prosperovaly i v zajetí, přičemž některé byly dokonce odeslány i do Evropy, k žádnému pokusu o chovný program nedošlo. Muzejní sbírky schraňují přes 50 exemplářů tohoto vyhynulého ptáka, jehož navíc zachycuje i několik raritních fotografií. 

## Systematika a pojmenování

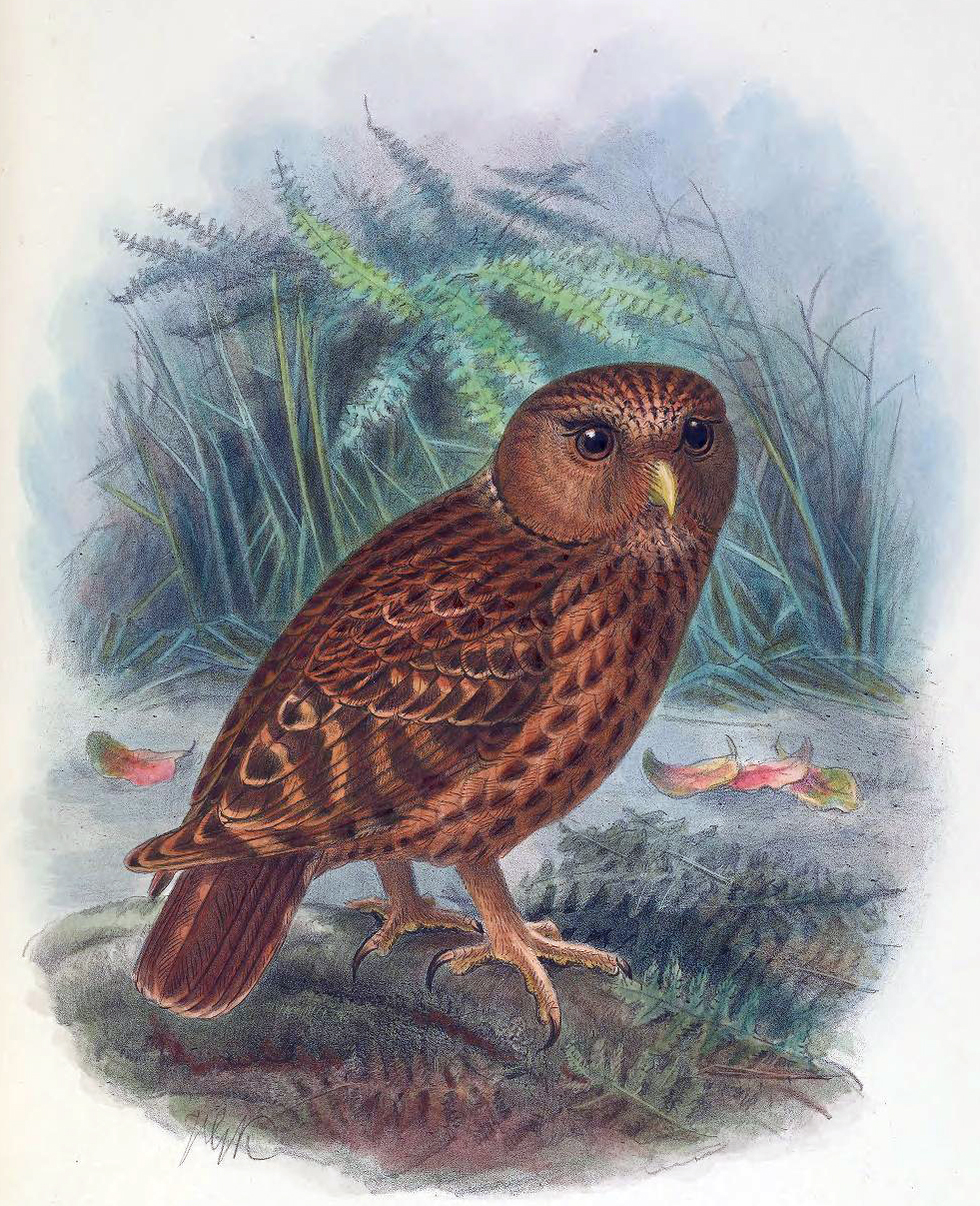
Sporná forma rufifacies na litografii Johna Gerrarda Keulemanse

První exemplář sovky bělolící pro západní vědu získal Percy William Earl, anglický přírodovědec a jeden z raných průkopníků přírodovědy Nového Zélandu. Roku 1843 se mu podařilo odchytit jednoho jedince v oblasti Waikouaiti na východě Otaga, regionu na novozélandském Jižním ostrově. Vzorek následně putoval do Britského muzea, kde se o jeho vědecký popis roku 1844 postaral přírodovědec a kurátor místních zoologických sbírek John Edward Gray. Gray coby prvotní vědecké jméno zvolil Athene albifacies, druhové jméno odkazuje na bělavé zbarvení obličeje ptáka.
Sovka bělolící byla dlouhodobě vedena v rámci monotypického rodu Sceloglaux, jenž popsal německý vědec Johann Jakob Kaup roku 1848 – zpočátku jako podrod rodu Ninox, později došlo k povýšení na samostatnou rodovou úroveň. Jméno odkazuje na dlouhé, opeřené končetiny. Molekulárně-fylogenetická studie z roku 2016 nicméně potvrdila, že původní rod Sceloglaux je fylogeneticky vnořen uvnitř rodu Ninox, a označuje ho za jeho mladší synonymum. Sovka bělolící na základě výsledků studie tvoří sesterský taxon vůči kladu zahrnujícímu sovku štěkavou (Ninox connivens), sovku sumbskou (Ninox rudolfi) a sovku ostrovní (Ninox novaeseelandiae). V rámci vnější systematiky rod Ninox spadá do čeledi puštíkovití (Strigidae).
Značně sporná zůstává platnost možného poddruhu ze Severního ostrova Nového Zélandu, s nímž se pojí poměrně zajímavá historie. Oproti relativně početné množině vzorků z Jižního ostrova byli totiž na Severním ostrově uloveni pouzí dva jedinci, přičemž oba vzorky se nyní pokládají za ztracené. První pochází z léta 1867/68, kdy byl zastřelen ve Wairarapě a nakonec se dostal do Koloniálního muzea ve Wellingtonu; druhý pak roku 1856 ulovil na hoře Taranaki jistý taxidermista Martin pro sbírky kapitána Kinga.
Na základě prvního vzorku roku 1904 popsal novozélandský ornitolog Walter Buller nový druh Sceloglaux rufifacies, který měla od S. albifacies odlišovat mj. menší velikost a rezavý obličej. Bullerovu motivaci k tomuto kroku však nemusely pohánět pouze přírodovědné zájmy, ale možná i snaha ptáka zpeněžit. Buller totiž novozélandské ptáky přeprodával přírodovědci Lionelu W. Rothschildovi pro jeho soukromé muzeum v Tringu (Hertfordshire), a přestože zpočátku oba muže pojilo přátelství, později vzájemné sympatie ochladly. Buller zřejmě až příliš lačnil po penězích, zatímco Rothschild roku 1894 svého kolegu nekavalírsky předběhl ve vědeckém popisu pokřovníka ostrovního (Traversia lyalli), jiného dnes již vyhynulého novozélandského ptáka. Samotný vzorek sovky znal Buller několik dekád, byl si zřejmě vědom rovněž vnitrodruhové variability ve zbarvení jejich peří – a po vědeckém popisu nového druhu typový exemplář za vysokou cenu navrhl k prodeji právě baronu Rothschildovi. Během polemik mezi oběma přírodovědci však vyšlo najevo, že sovka nemusela být zcela dospělá, a především skutečnost, že během původní taxidermie v Londýně k ní byl přidán ocas náležící jinému druhu sovky. Forma rufifacies je v rámci současného systému pokládána za jeden z poddruhů (spolu s nominátním poddruhem N. a. albifacies), nicméně jeho platnost zůstává sporná. Subfosilní pozůstatky skutečně nasvědčují rozdílům ve velikosti, jež však mohou být výsledkem pouhé klinální variability od severu k jihu.

## Popis

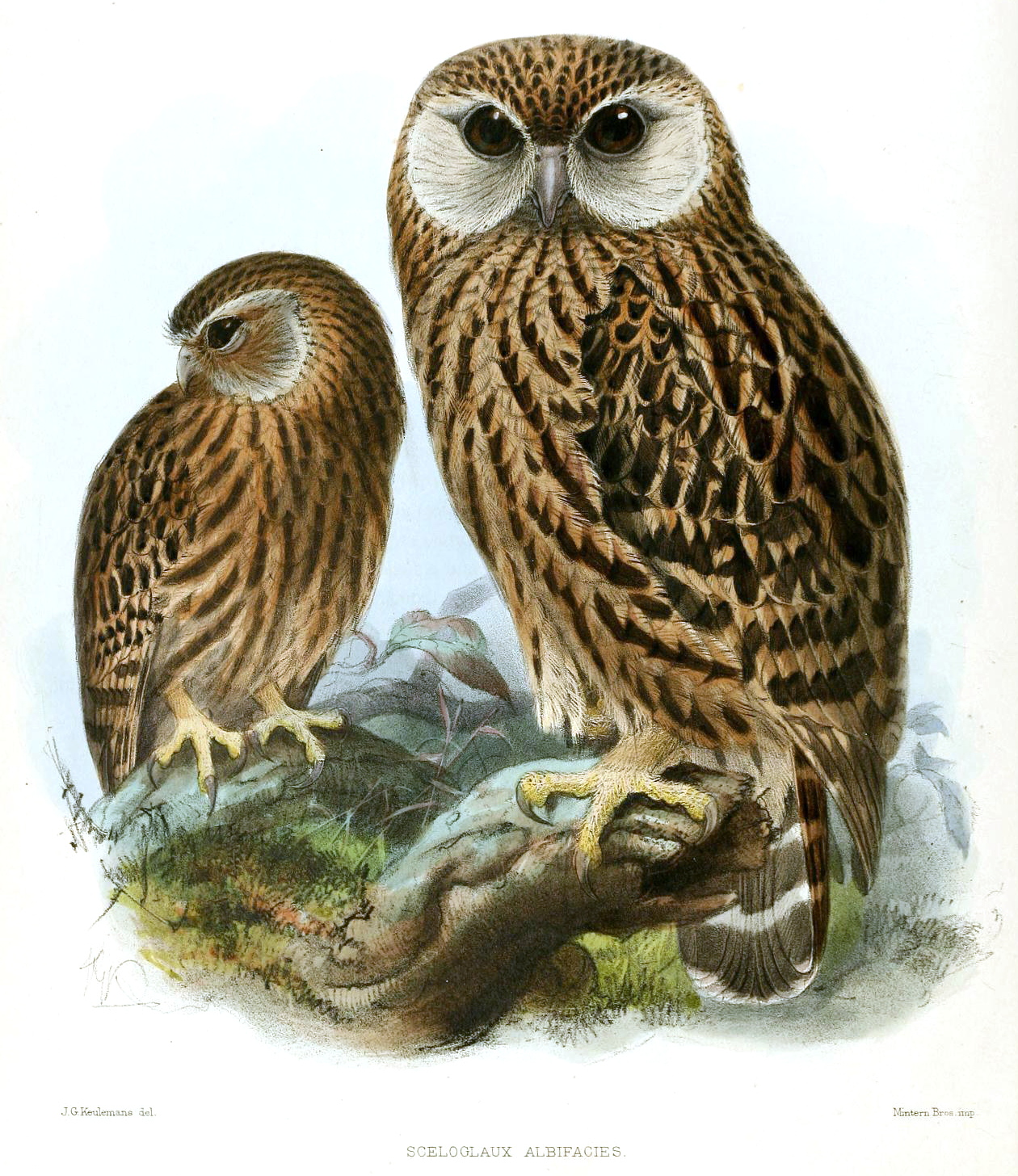
Vyobrazení od Johna Gerrarda Keulemanse (mezi 1875–1878)

Sovka bělolící byla středně velká sova s kulatou hlavou „bez oušek“, s dlouhými, širokými a spíše zaoblenými křídly a relativně krátkým ocasem. Uváděné rozměry se mohou v literatuře různit. Typový vzorek měřil na délku 38,8 cm, s délkou křídla 27,7 cm, délkou běháku 6,4 cm a délkou zobáku 3,6 cm. Samice dosahovaly zřejmě nápadně větších rozměrů ve srovnání se samci, nicméně ohledně pohlavního dimorfismu sovek je známo jen málo souhrnných dat. Jedna samice měřená Walterem Bullerem dosahovala délky až zhruba 44 cm. Dobová pozorování živých ptáků svědčí pro rozpětí křídel asi 70 cm a hmotnost asi 0,6 kg. Sovka bělolící se vyznačovala znatelně prodlouženými kostmi dolních končetin, jež byly srovnatelné s jinými vyhynulými druhy nelétavých nebo pozemních sov. Běhák měla, na rozdíl od dalších puštíkovitých sov, delší než kost stehenní. Oproti řadě jiných ostrovních ptáků však nedošlo k omezení letových schopností a křídla či ramenní pletenec tak svými rozměry odpovídají zbylým tělesným proporcím.
Obecná barva opeření byla žlutohnědá, s tmavě hnědými proužky. Pera na ramenní peruti bývala bíle lemována, přičemž bílé lemování někdy mohlo zdobit i peří na dalších svrchních partiích. Křídla a ocas byly hnědé, s hnědavě-bílým páskováním. Spodní partie měly žlutohnědé až rezavě hnědé zbarvení, opět s výrazným tmavě hnědým nebo rezavě hnědým pruhováním. Obličejový disk byl nad a pod očima bílý, směrem ke středu našedlý, jednotlivá pera se vyznačovala hnědými znaky na ostnech. Uvažovaná forma rufifacies se od tohoto základního zbarvení měla mj. odlišovat matně rezavohnědým obličejovým diskem. Spíše jde však o příklad vnitrodruhové variability ve zbarvení obličeje, pozorované jak u sovek z Jižního ostrova, tak u sov obecně. Peří porůstající běháky bylo (v případě nominátního poddruhu) nažloutlé až načervenale žlutohnědé. Zobák byl na základně černý, jeho konec však slonovinový; oči pak žlutohnědé.
Sovka bělolící sdílela své přirozené prostředí s příbuznou sovkou ostrovní (Ninox novaeseelandiae). Od ní se však dala relativně dobře odlišit na základě své mohutnosti (montované vzorky působí vizuálním dojmem téměř dvojnásobné velikosti ve srovnání se vzorky sovky ostrovní), znatelně kratšího ocasu a specifických znaků opeření, konkrétně bílým obličejovým diskem, žlutějším podkladovým zbarvením s výraznějším vzorem na hřbetě, a naopak méně výrazným vzorováním na hlavě a spodních partiích těla.

## Výskyt a stanoviště
Původní oblast rozšíření sovky bělolící zřejmě zahrnovala celý Nový Zéland, ačkoli v době evropské kolonizace již byla svým výskytem poněkud omezena. Co se týče Severního ostrova, holocenní subfosilie svědčí pro výskyt až v jeho nejsevernějších regionech. Odtud však z moderních dob neexistují spolehlivé záznamy. Jediné dva známé exempláře byly uloveny v oblasti hory Taranaki a v regionu Wairarapa, prý asi „50 mil směrem od Wellingtonu“. Zprávy místních Maorů, resp. zaznamenaná pozorování pak svědčí pro výskyt v oblasti Urewera, resp. Porirua a Te Karaka. Celkově by se tedy dalo shrnout, že místní populace byly omezeny jižně od pomyslné linie spojující horu Taranaki na západě s Východním mysem. Co se týče Jižního ostrova, pták zde obýval především sušší části regionů Nelson, Canterbury a Otago, směrem na západ zřejmě pronikl až do Centrálního pohoří, možná také do Fiordlandu. Rozložení záznamů z různých období, včetně subfosilních pozůstatků, svědčí spíše pro postupný pokles početnosti místních populací na celém území než zmenšování geografického rozšíření. Vyjma dvou hlavních ostrovů sovky obývaly i menší přidružené ostrovy, konkrétně Stewartův ostrov a snad i Little Barrier Island. Identifikace údajných kosterních pozůstatků z Chathamských ostrovů je sporná.
Přirozené prostředí sovky bělolící představovaly skalnaté vápencové oblasti a přidružená otevřená stanoviště, stejně jako okraje lesů, křovinatá území i zcela zalesněné biotopy. Celkový úhrn srážek v preferovaných oblastech nepřekračoval 1 500 mm ročně, sovka se vyhýbala vlhkým lesům s více než 2 000 mm srážek ročně. Obývané vzrostlé smíšené lesy charakterizuje dominance pabuků (Nothofagus), podokarpů (Dacrycarpus, Dacrydium, Podocarpus, Prumnopitys) a rodů dřevin Weinmannia či Beilschmiedia; otevřenější stanoviště spíše přítomnost vysokých balmínů (Leptospermum) a křovinná vegetace tvořená rody Kunzea a Coprosma, někdy s travnatými plochami a lesními mozaikami.

## Chování

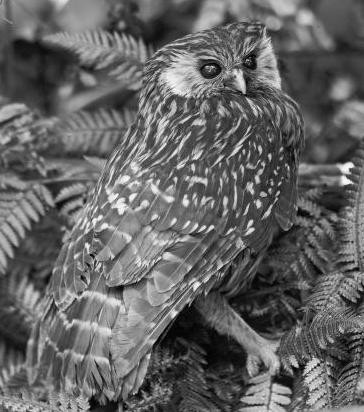
Fotografie sovky bělolící ze zajetí. Šlo o jednoho z ptáků, jenž byl přepraven k baronu Rothschildovi.

O chování sovky bělolící je známo relativně málo informací, přičemž největší množství údajů o návycích těchto ptáků z volné přírody poskytli Thomas Henry Potts a William Walter Smith. Potts byl jeden z význačných novozélandských přírodovědců, jenž informace o sovce získal na základě vlastních poznatků z výprav k horním tokům řek v Canterbury v 60. a 70. letech 19. století, Smith naproti tomu na počátku 80. let 19. století pracoval jako zahradník na panství Albury v jižním Canterbury, přičemž sovky objevil v místních vápencových skalách a několik z nich i odchytil. Smithovy poznatky se dostaly do vědecké literatury prostřednictvím Waltera Bullera.
Zejména na základě Smithových pozorování vyšlo najevo, že sovky hřadovaly a hnízdily v puklinách ve skalních výchozech, zejména vápencových, nebo dokonce v jeskyních. Interiér zvolené štěrbiny si vystélaly malým množstvím suché trávy, již nastřádaly na podklad z jemné hlíny nebo rozdrolené horniny. Vchod byl často relativně malý, prý až natolik, že vstupující pták působil dojmem, že se dovnitř protlačuje násilím. Vchod do úkrytu byl typicky umístěn na severně orientovaných útesech, chráněn před chladnými a vlhkými jižními větry, a musel být dostatečně hluboký, aby do něj nepronikalo denní světlo. K večeru se tito ptáci často vyhřívali v paprscích zapadajícího slunce. Je možné, že za pozorovanou preferencí hřadovišť a hnízdišť mohl stát úbytek lesů v příslušných oblastech – příbuzná sovka ostrovní příkladně hnízdní ve stromových dutinách. Zeměměřič Morgan Carkeek jednu sovku bělolící dokonce našel hřadovat v opuštěné maorské chýši u starého přístavu v Porirua na Severním ostrově. Pták v chatrči zůstal několik dnů a muž jej zde dokonce občasně přikrmoval.
O tom, že se pták choval krotce k lidem, se zmiňují i další přírodovědci. Anglický amatérský ornitolog George Dawson Rowley, jenž měl možnost pracovat s párem živých sovek v Londýně, tyto ptáky okomentoval jako „nejvlídnější zvířata vůbec“ – při manipulaci prý nekladli jakýkoli odpor, a to jim dokonce svázal nohy a oba dva následně převažoval. Extrémní příklad jejich krotkosti zmiňuje i Walter Buller:
Muž putující z Nelsonu na západní pobřeží zpozoroval sovu, jak dřepěla na zemi poblíž silnice. Seskočil z koně a ptáka chytil. Pak zarazil do země silnou tyč a svého zajatce k ní přivázal za nohu, přičemž provaz zůstal dostatečně dlouhý, aby se sova mohla volně pohybovat po zemi. Po návratu o dva dny později zjistil, že pták lněný provázek přetrhl, či se z něj nějakým jiným způsobem vyvlekl, seděl na vrcholu tyče a nechal se bez sebemenšího odporu znovu chytit. Muž vzal sovu s sebou zpět do Nelsonu, a protože neocenil její hodnotu, prodal ji vypravěči [Bullerovi] za pár šilinků.

Řadu informací k chování sovek přinesla i příslušná pozorování v zajetí, jež mimo jiné potvrdila přísně noční aktivitu ptáka. Ptáci vystavení dennímu světlu se chovali malátně a apaticky. Jedna ze sovek chovaných Walterem Bullerem se prý projevovala následovně:
Přes den měla apatický, otupělý výraz a většinou přivřené oči. Jediná příležitost, při níž se mi podařilo probrat ji z letargie, nastala tehdy, když jsem k drátěnému pletivu její ubikace přinesl živého motáka. Ani při této příležitosti však neprojevila žádné vzrušení či znepokojení, ale pomalu se dvakrát nebo třikrát za sebou vztyčila, načepýřila peří na hlavě a vykulila oči, snad v němém úžasu nad tak zvláštním stvořením.

Zajímavým údajem poskytnutým W. W. Smithem je také skutečnost, že jím v zajetí držení ptáci se od prosince do února (tedy během australského léta) přepeřovali, přičemž tehdy přišli téměř o veškeré peří – je nicméně pravděpodobnější, že spíše než o specifikum tohoto druhu mohlo jít o důsledek nedostatku potravy či infekce nějakými parazity, protože ztráta peří v podobném rozsahu platí u ptactva za extrémně neobvyklou.
Proslulým se stalo volání těchto ptáků, ačkoli dobové popisy zřejmě mísí dohromady několik různých vokalizací. Původní osadníci sovku nazývali „smějícím se hlupákem“ a v angličtině se pro ní stále používá obecné jméno „laughing owl“ („smějící se sova“). Příslušné volání, přepisované jako „kak-kak-kak“, ptáci často vydávali za soumraku a téměř nepřetržitě za deštivých nocí, případně před příchodem deště. Vokalizace jsou v literatuře dále popisovány jako „zvláštní štěkavé zvuky… podobné štěkání mladého psa“, melancholické chroptění a také různé hvízdavé, chichotavé a mňoukavé tóny. Thomas Potts „v nadpozemském křiku tohoto kdysi tajemného nočního ptáka nikdy nedokázal vystopovat ani náznak veselého zvuku“ a zmiňoval se, že „pokud vůbec připomíná smích, jde spíše o nekontrolovatelný výbušný, křečovitý křik šílence“. Hlasité a divoké volání sovky prý často „vytrhlo z těžké dřímoty vězně horských chat“. Určité zvuky byly připodobňovány k voláním vydávaným místními buřňáky, konkrétně buřňákem pruhokřídlým (Pterodroma inexpectata) a Cookovým (Pterodroma cookii), a dá se očekávat, že v tomto ohledu mohlo docházet i k záměnám.

### Potrava

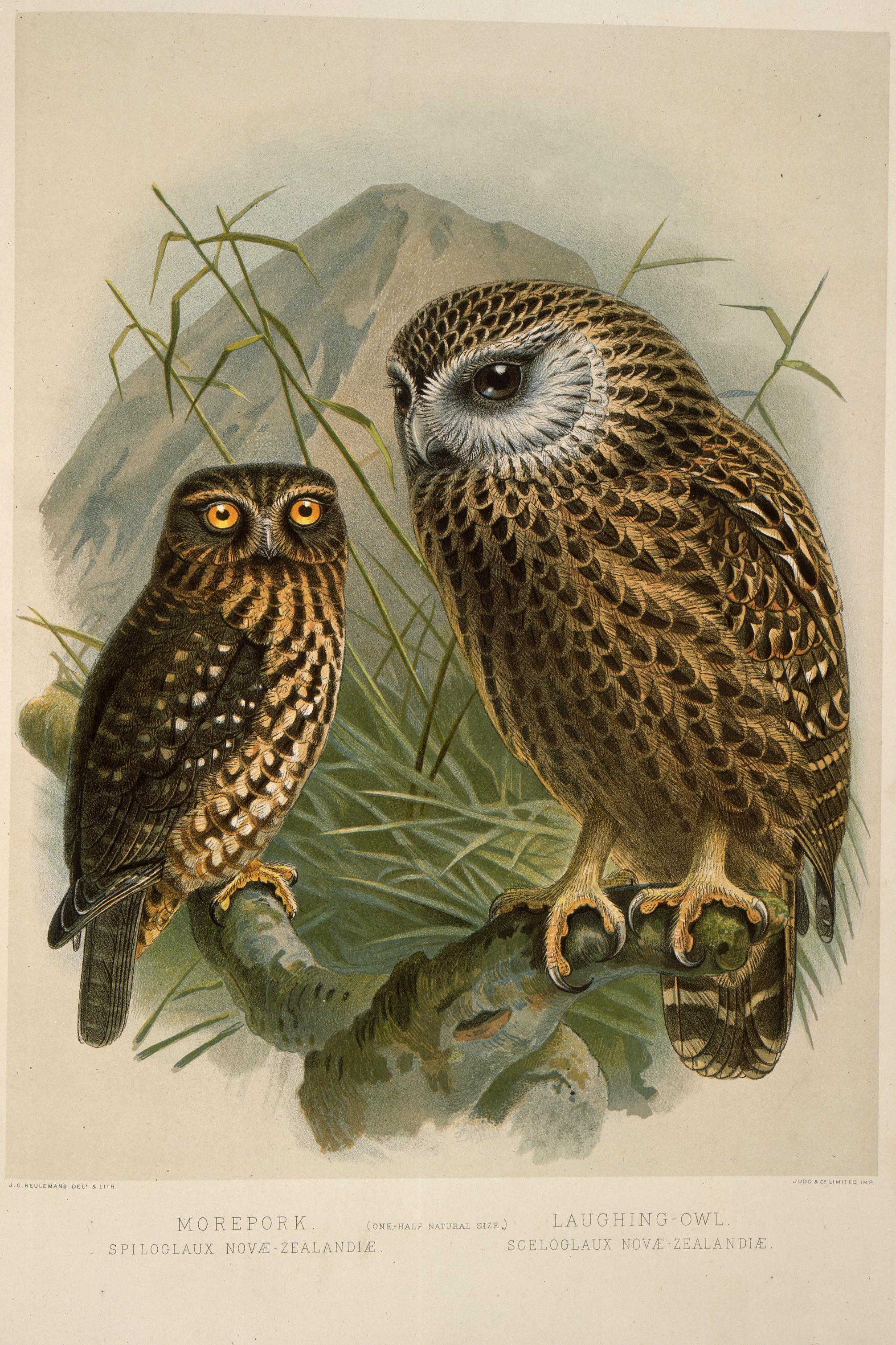
Sovka ostrovní (vlevo) a bělolící (vpravo) na litografii J. G. Keulemanse. Jde o dva původní druhy sov na Novém Zélandu.

Před lidským osídlením Nového Zélandu úlohu hlavních ptačích predátorů zastávalo následujících pět druhů dravých ptáků, jež se velikostně různily: orel Haastův (Harpagornis moorei; 9–13 kg), moták Circus teauteensis (2–2,5 kg), sovka bělolící (0,5–0,6 kg), ostříž novozélandský (Falco novaeseelandiae; 0,35–0,65 kg) a sovka ostrovní (Ninox novaeseelandiae; 0,14–0,215 kg). První tři z nich, včetně sovky bělolící, jsou dnes již vyhynulé, byť jiní draví ptáci od té doby ostrov opět osídlili (moták tichomořský, odb. Circus approximans), či sem byli zavlečeni.
Historická pozorování, stejně jako stavba dolních končetin naznačují, že ačkoli představovala schopného letce, sovka bělolící se primárně přizpůsobila životu na zemi a lovu pozemních živočichů, mezi něž lze zařadit jak velké množství ptačích druhů, tak některé další živočichy přivyklé pozemnímu způsobu života. Příkladem mohou být netopýři z čeledi mystacinovitých (Mystacinidae) či bezkřídlé wety náležící k rovnokřídlému hmyzu. Většina údajů o jídelníčku sovky bělolící pochází nikoli z pozorování živých jedinců, ale z analýz ložisek vývržků, jež mohou být na určité lokalitě dlouhodobě hromaděny. Z konkrétních studovaných lokalit lze vybrat například jeskyni GD101 v Gouland Downs na severozápadě Jižního ostrova (40°53′44″ j. š., 172°19′2″ v. d.) nebo „Poustevníkovu jeskyni“ („Hermit's Cave“) poblíž řeky Tiropahi (41°59′10″ j. š., 171°27′54″ v. d.).
Obě studie potvrzují, že sovka představovala oportunistického predátora, jehož složení jídelníčku se navíc lišilo v závislosti na obývané lokalitě. U řeky Tiropahi bylo ve vývržcích zaznamenáno 19 druhů ptáků, jeden druh leiopelmovité žáby, několik druhů plazů, mystaciny, a dokonce i zástupce holobřichých ryb. Největší počet pozůstatků přitom připadal na buřňáky hrdliččí (Pachyptila turtur), již sice nepatří mezi nelétavé ptáky, ale hnízdí v norách, a tak se před opuštěním hnízda či návratem zpět do hnízda na zemi zdržují. Velkou škálou různých ptáků, netopýrů, plazů, žab a ryb se sovky živily i v Gouland Downs, byť složení potravy se výrazně lišilo od předchozí lokality, s převažujícím podílem herpetofauny, zvláště pagekonů z rodu Hoplodactylus.
Co se týče rozptylu ve velikosti lovené kořisti, sovky se živily jak hmyzem – včetně obřích wet rodu Deinacrida, tak plazy včetně hatérií (Sphenodon sp.) a ptáky od velikosti drobných pokřovníkovitých přes mláďata kiviů (Apteryx sp.) až po další predátory, vč. sovky ostrovní a vyhynulého lelčíka novozélandského (Aegotheles novaezealandiae). V Gouland Downs byly ve vývržcích objeveny i pozůstatky mláďat ptáků moa (Dinornithiformes). Studie z podobných nalezišť tak přinášejí vyjma informací o potravních preferencích sovek rovněž údaje ohledně historického rozšíření mnohých původních novozélandských druhů, které vyhynuly či ustoupily v důsledku lidského osídlení. Konečně, po kolonizaci Nového Zélandu lidskou populací se jídelníček sovky doplnil, resp. proměnil o některé nepůvodní druhy, konkrétně o krysu ostrovní (Rattus exulans) a další zavlečené hlodavce, resp. ptáky. V zajetí sovky konzumovaly širokou škálu nabízené potravy, W. W. Smith se zmiňuje o tom, že je krmil například brouky, ještěrkami, myšmi, krysami a králičím a skopovým masem.

### Hnízdění

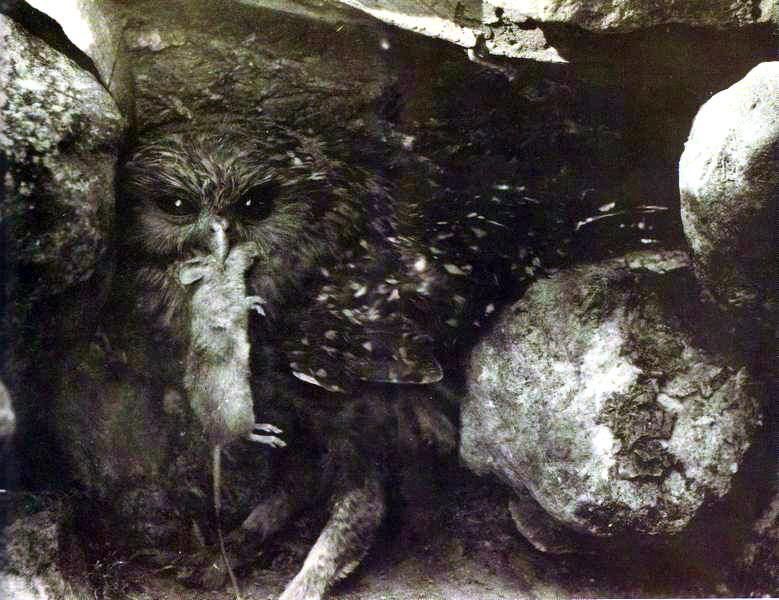
Raritní fotografie juvenilní sovky na hnízdě, jejímž autorem jsou Cuthbert a Oliver Parrovi. Snímky Parrových z roku 1909 jsou jedinými fotografiemi ptáka z volné přírody.

Sovka bělolící zřejmě žila v samotářských monogamních párech, přičemž oba členové páru společně možná vytvářeli dlouhodobé svazky. Stejnou hnízdní oblast mohly sovky využívat po mnoho generací, zvláště pokud hnízdily ve skalnatých areálech. Sovky z jeskyně na vrchovině Tākaka, krasovém území na severozápadě Jižního ostrova, zde například žily po dobu více než 10 000 let. Vyjma pozorování z volné přírody pocházejí určité informace o hnízdění rovněž ze zajetí, kde tito ptáci nakladli několik snůšek.
Kladení vajec probíhalo zjevně sezónně. Podle W. W. Smithe hnízdění započalo v září až říjnu a mláďata rodiče odchovávali v říjnu až listopadu. Zřídkavěji mohly sovky zahnízdit již v srpnu; stalo se tak alespoň v zajetí a rovněž jedno z dochovaných vajíček získaných z volné přírody je datováno k 1. srpnu 1894. Vejce měla široce eliptický tvar, na obou koncích byla zaoblená a jejich zbarvení se pohybovalo v křídových, bílých či krémových odstínech. Jejich velikost činila 44–51 × 38–43 mm. Snůška činila typicky dvě vejce, ačkoli jeden pár chovaný v zajetí nakladl snůšku o třech vejcích a existují i záznamy o jediném vejci na snůšku. Protože sovy obecně odchovávají větší množství potomků, zvláště v rocích s hojností kořisti, tento údaj svědčí buď pro skutečnost, že v době pozorování ze strany evropských kolonizátorů již sovky sužoval určitý nedostatek potravy, či spíše pro K-strategii těchto ptáků; prostředí bez savčích predátorů mohlo podporovat menší rozmnožovací potenciál, ale delší délku života. Inkubační doba činila asi 25 dní, hnízdní povinnosti zajišťovala především samice, zatímco samec se staral o přísun potravy. Na hnízdě se oba ptáci chovali tiše, byť u samců bylo zaznamenáno tlumené volání a u samic „mrzuté štěbetání“. Vyklubaná mláďata porůstalo bělavé či nažloutlé prachové peří, rodiče své potomky zprvu krmili červy. Ohledně dalšího vývoje mláďat nejsou známy informace.

## Vyhynutí

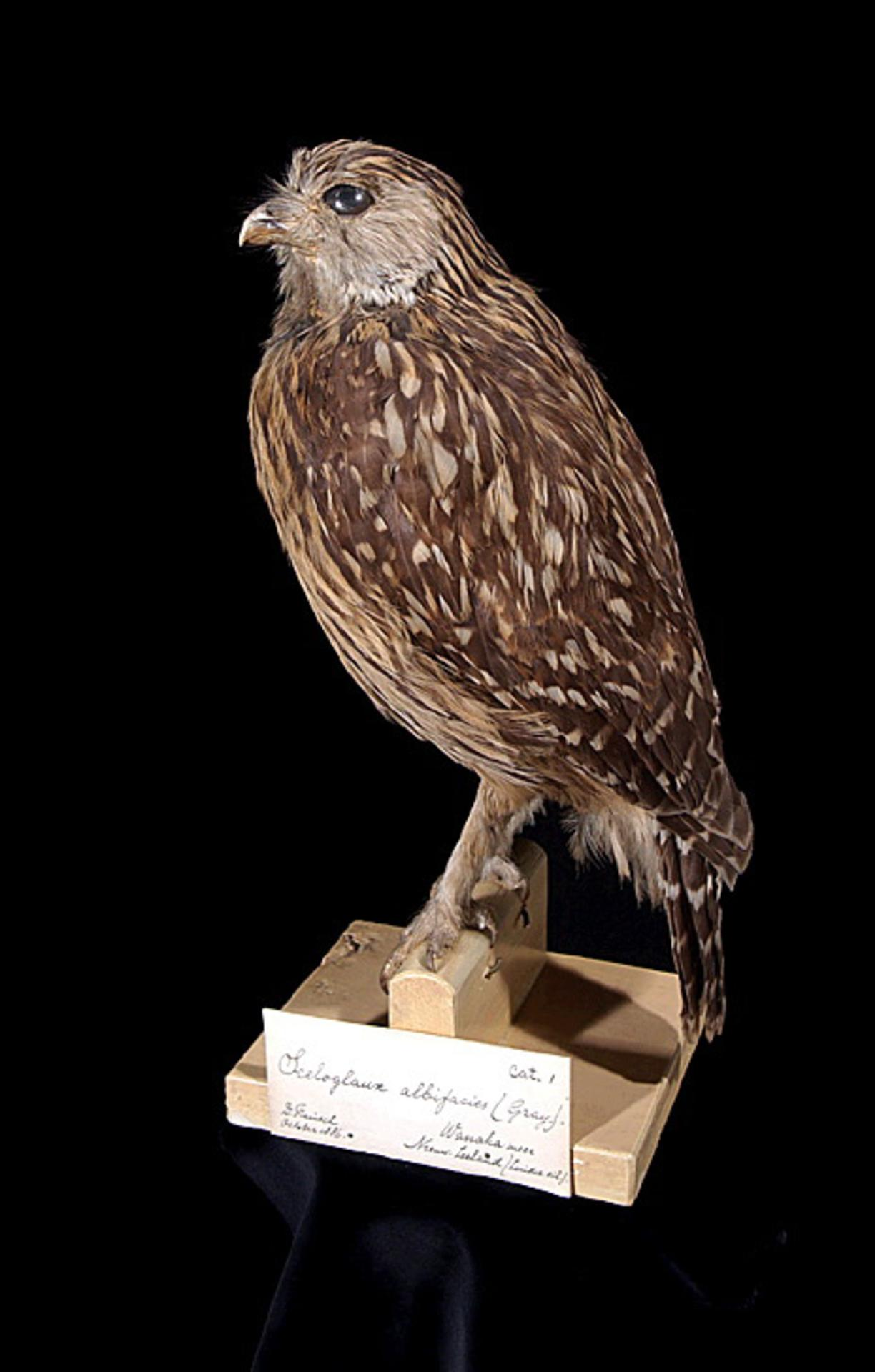
Preparovaný exemplář

Příčiny vyhynutí sovky bělolící nejsou zcela ozřejmené. Zvláště na Severním ostrově mohly její populace upadat ještě v předkoloniální éře, byť zprávy místních obyvatel svědčí alespoň pro hojný výskyt v regionu Te Urewera. Na Jižním ostrově žily sovky relativně početně ještě v první polovině 19. století. Se zvýšením lidské populace se nicméně stávaly stále vzácnějšími, nejprve v okolí osad, později skrze celý areál výskytu. Walter Buller spekuloval, že vymizení sovky korelovalo s vymizením krysy ostrovní (Rattus exulans) v důsledku kompetice s později zavlečenými krysami obecnými (R. rattus) a potkany (R. norvegicus). Tato hypotéza se nicméně nezdá být pravděpodobná, protože sama krysa ostrovní představuje nepůvodní druh zavlečený na Nový Zéland teprve Polynésany. Obecně se má za to, že na vyhynutí sovky bělolící měli dominantní vliv savčí predátoři, zvláště lasice, jež měly kontrolovat populace nepůvodních králíků. Mezinárodní svaz ochrany přírody (IUCN) se přiklání ke kombinaci predace společně se změnou stanovišť v důsledku pastevectví či žďáření.
Značně vzácným se druh stal okolo 80. let 19. století. Na Severním ostrově sovky pravděpodobně vyhynuly brzy po roce 1889, jenž představuje poslední potvrzený záznam o jejich zdejší existenci. Na Jižním ostrově připadá poslední potvrzené datum pozorování na rok 1914, kdy byl na silnici v Blue Cliffs nalezen mrtvý jedinec. Přímým svědkem úbytku sov byl i samotný W. W. Smith, jenž si roku 1903 posteskl:
Náš starý laskavý přítel už v Canterbury téměř vymřel. Moje poslední návštěva Albury u řeky Tengawai vedla k dlouhému a bezvýslednému hledání. I když jsem našel vývržky, které byly pravděpodobně jeden nebo dva roky staré, neodhalil jsem žádné čerstvější známky o přítomnosti tohoto ptáka. Oblast je nyní hustě osídlena a mezi vápencovými skalami, které ptáci dříve obývali, se potulují velká stáda ovcí. Obyvatelé okresu mi sdělili, že smích této kdysi běžné sovy zde už slyší pouze zřídka.

Do období okolo roku 1909, tedy těsně před oficiálním datem vyhynutí, se nicméně datuje ještě jeden milník v historii tohoto druhu – jeho první fotografie pořízené ve volné přírodě. Jedinečné snímky zachytili bratři Cuthbert a Oliver Parrovi z Raincliff Station v jižním Canterbury, již vyšplhali přímo k hnízdní štěrbině ve skalnatém útesu blízko jejich domu a pořídili zde dva záběry téměř plně vyvinutého mláděte (jemuž nabídli mrtvou myš). Fotografie se dostaly k veřejnosti teprve za více než 80 let. Oliver Parr prý sovky pozoroval ještě v polovině 20. let – někdy okolo roku 1940 však na bývalé hnízdiště vzal svého syna a tehdy již bylo místo zcela opuštěné.
Podobně jako v případě jiných vyhynulých druhů rovněž u sovky bělolící panovaly dohady o její možné přetrvávající existenci, podložené různými nepotvrzenými záznamy. Na základě nich je pravděpodobné, že druh přežíval o něco déle, než dokládají oficiální data. V případě populací ze Severního ostrova zvěsti o jeho existenci sahají až do roku 1927 (zátoka Wairaumoana v západní části jezera Waikaremoana), resp. 1930 (pochybný záznam z Purangi). Četné záznamy pocházejí rovněž z Jižního ostrova. Vyjma možných pozorování Olivera Parra lze zmínit například záznam od jezera Thompson z roku 1930, resp. od Mt. Maud v Aniseed Valley v roce 1939. Někdy v polovině 50. let skupinka výzkumníků z Canterburského muzea, která prováděla terénní průzkum tehdy špatně známého území západně od jižního ramene fiordlandského jezera Te Anau, prý zaznamenala možné volání sovky. John Hall-Jones, jeden ze členů expedice, konkrétně uvedl:
Toho večera, když jsme se choulili u ohně, se nízko nad námi objevil stín, jenž vydával velmi neobvyklý, podivný křik, který by se dal označit za maniakální. Nikdy předtím jsme neslyšeli nic, co by se podobalo tomuto volání, a já nijak zvlášť netoužím po tom zaslechnout ho znovu. Mohlo by však jít o volání sovky bělolící.

Podobná hlášení se však ověřují pouze obtížně, neboť neexistuje žádný zvukový záznam živých sovek, a dobové záznamy navíc poukazují na skutečnost, že jejich volání se podobalo zvukům buřňáků, hrozí tedy případné nemalé riziko záměny. Jedna sovka byla údajně roku 1956 chována v zajetí, aby lovila myši a jistí lovci kusuů prý ještě v polovině 70. let dostali radu, aby si „nevšímali volání sov“. Pozoruhodný je taktéž nález úlomků vajíček, jenž pochází z roku 1960 z Waianakarua.
Mezinárodní svaz ochrany přírody (IUCN) pokládá sovku bělolící za vyhynulý druh od roku 1988.

## Chov v zajetí a muzejní kusy

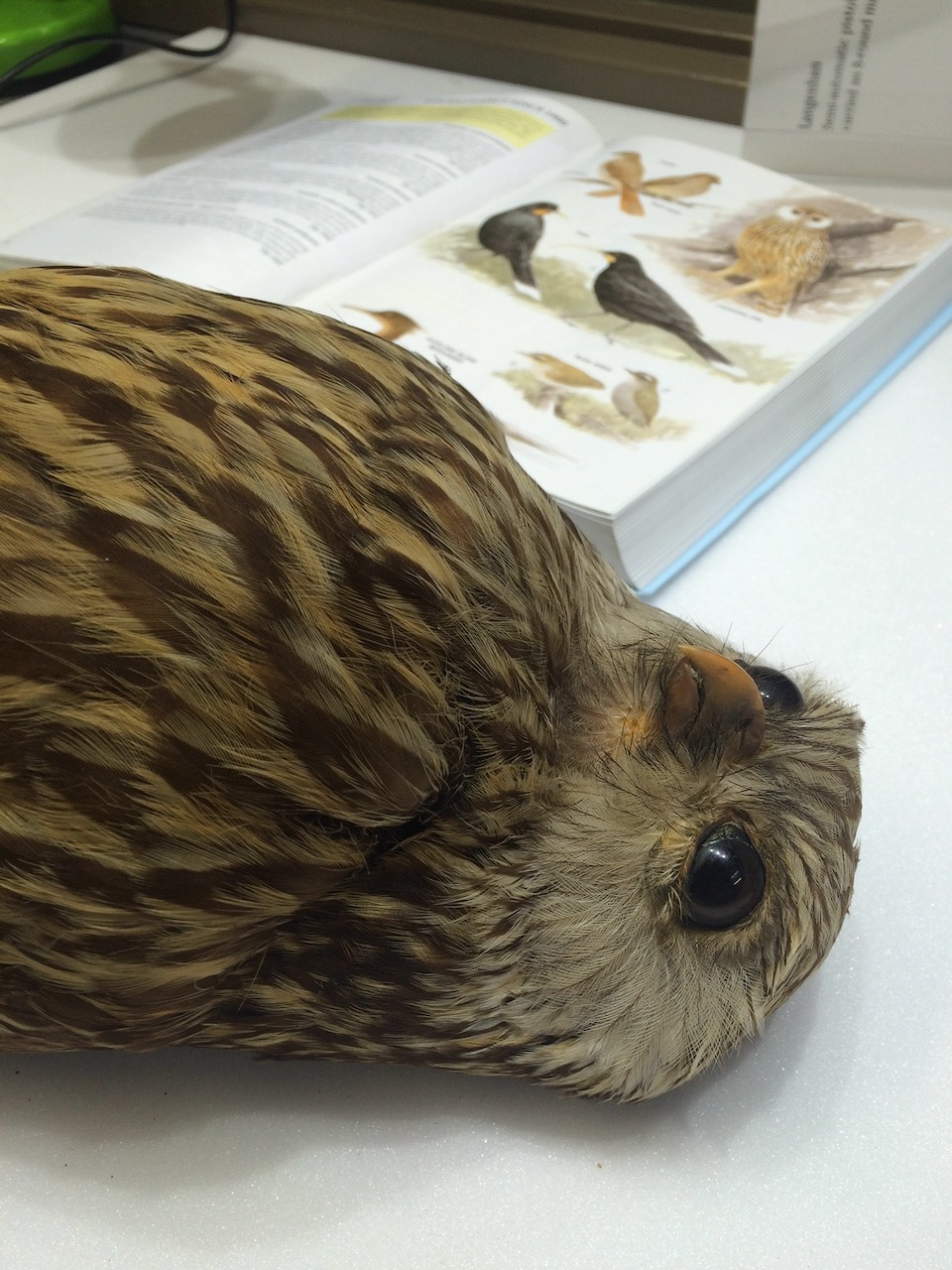
Detailní záběr na preparovaný exemplář v Regionálním muzeu Whanganui

Sovky představovaly relativně nenáročné chovance a jedinci chovaní v zajetí zde dlouhodobě prosperovali. Walter Buller popisuje, že první setkání se živou sovkou zažil v aklimatizační zahradě v Christchurchi. Chovaný jedinec byl pozoruhodný tím, že oslepl, což se projevovalo jeho velmi neklidným chováním. Řadu živých sovek odchytil W. W. Smith – z jeho dopisů pro Waltera Bullera vyplývá, že jenom v průběhu roku 1881 se mu podařilo ulovit celkem pět jedinců, včetně dvou párů. Z hřadovišť ve skalách se ptáky nejprve pokusil vyvléct dráty, a nakonec je vykouřil pomocí zapálené suché trávy. Jeden z ptáků seděl na vejci, z něhož Smith získal dobře vyvinuté mládě. Na zvířatech dlouhodobě držených v zajetí následně prováděl cenná pozorování a pokusil se je zde i neúspěšně rozmnožit. Ptáky zároveň posílal i Bullerovi. Ten se ve své monografii z roku 1888 přímo zmiňuje, že Smithovi „vděčí za několik krásných exemplářů ptáka spolu s vejci a čerstvě vylíhnutým kuřetem“ (zřejmě výše zmíněným).
Někteří živí ptáci navíc dorazili ve zdraví i do Evropy. George Dawson Rowley, amatérský ornitolog a autor publikace Ornitological Miscellany, představil živé sovky před zasedáním Zoologické společnosti v Londýně v listopadu 1874. Dva Rowleyho ptáky později zvěčnil nizozemský ilustrátor John Gerrard Keulemans, jejich osud však není znám. Pár sovek vlastnila mezi lety 1882 až 1886 rovněž amsterdamská zoo. Na zasedání Wellingtonské filozofické společnosti dne 18. ledna 1893 se Walter Buller zmínil o dalších sovkách – ty odeslal baronu Rothschildovi, u něhož ptáci měli žít „ve speciální voliéře“. Ve svém proslovu novozélandský ornitolog konstatoval, že „sova je nyní na pokraji vyhynutí“ a že za poslední tři roky se mu podařilo získat pouze jediný živý pár (dvojici zřejmě ulovil mezi roky 1890 a 1893 W. W. Smith v Albury). Těsně před jejich cestou do Anglie jednu ze sovek vyfotografoval Henry Wright, podnikatel z Wellingtonu, jenž se zasazoval o zajištění pozemků pro vybudování ptačích rezervací na Novém Zélandu. Wright popsal, že během fotografování musel mít s vyobrazeným jedincem značnou trpělivost, neboť pták se vytrvale snažil uniknout světlu.
Jedna ze sovek držených v zajetí, resp. ve zmíněné aklimatizační zahradě v Christchurchi, zde strávila 18 let – aniž by jí však někdy bylo umožněno rozmnožení. Tento údaj podtrhuje skutečnost, že navzdory zvyšující se vzácnosti ptáka nikdy nedošlo k žádnému pokusu o organizovaný odchov v zajetí. Živí jedinci navíc nebyli vysazeni ani na izolované ostrovní rezervace na ostrově Resolution a Little Barrier, vyhlášené na konci 19. století právě na ochranu vzácných ptačích druhů z hlavních ostrovů.
Souhrnná studie z roku 1997 odhalila, že světová muzea schraňují celkem 24 vycpaných jedinců, 28 studijních kožek, 2 vzorky v alkoholu a 17 vajec. Holotyp je uložen v Přírodovědném muzeu v Tringu, sovky z páru pro barona Rothschilda pak v Americkém přírodovědném muzeu. Nejasný zůstává osud holotypu, na základě něhož došlo k popsaní druhu S. rufifacies. Podle Waltera Bullera skončil v soukromé sbírce, nicméně žádný záznam ohledně této transakce není dochován a studie z roku 1997 uvedla hypotézu, že tímto holotypem může být i některý ze zachovaných muzejních vzorků.